# فيفا أون لاين 3
فيفا أون لاين 3 (بالإنجليزية: FIFA ONLINE 3)، هي الجزء الثالث من السلسلة الفرعية للعبة فيفا أون لاين، صدرت في الأسواق سنة 2012، وتعمل على منصتي مايكروسوفت ويندوز والمتجر الإلكتروني آي أو إس التابع لشركة آبل.